# Hasan Babak
Hasan Babak (pers. حسن بابک; ur. 28 września 1960) – irański zapaśnik w stylu klasycznym. Olimpijczyk z Barcelony 1992, gdzie zajął piąte miejsce w kategorii 90 kg.
Drugi na igrzyskach azjatyckich w 1994, czwarty w 1986 i 1990. Zdobył cztery medale mistrzostw Azji, złote w 1983 i 1992 roku.